# Phare du Mémorial William Livingstone

Le phare du Mémorial William Livingstone (en anglais : Mémorial William Livingstone Light), est un phare du lac Sainte-Claire situé sur la rivière Détroit, dans le parc de Belle Isle  à  Détroit dans le Comté de Wayne, Michigan.
Ce monument est inscrit au Registre national des lieux historiques depuis le 25 février 1974 1990 sous le n° 74000999 .

## Historique
Cette tour en marbre a été construite avec des fonds privés en mémoire de William Livingstone dans l'ancien parc de la ville de Détroit qui est devenu un parc d'État en 2014. Né en 1844, W. Livingstone était président de la Dime Bank, propriétaire du  Detroit Evening Journal et président de longue date de la Lake Carriers Association. Il était également responsable de plusieurs améliorations importantes de la navigation sur les Grands Lacs, y compris la création d'un canal en eau profonde dans le cours inférieur de la rivière Détroit, qui est devenu le canal Livingstone. Après sa mort en 1925, des amis et des collègues de toute la ville se sont rassemblés pour construire un monument approprié à la mémoire de Livingstone.
Ce phare-mémorial a été construit par l'architecte sculpteur hongrois Géza Maróti (en).

## Description
Le phare  est une tour carrée cannelée en marbre blanc, avec galerie et lanterne, de 15 m de haut.
Son feu à occultations émet, à une hauteur focale de 15 m, une longue lumière blanche par période de 4 secondes. Sa portée est de 12 milles nautiques (environ 22 km).
Identifiant : ARLHS : USA-896 ; USCG :  7-8260 .

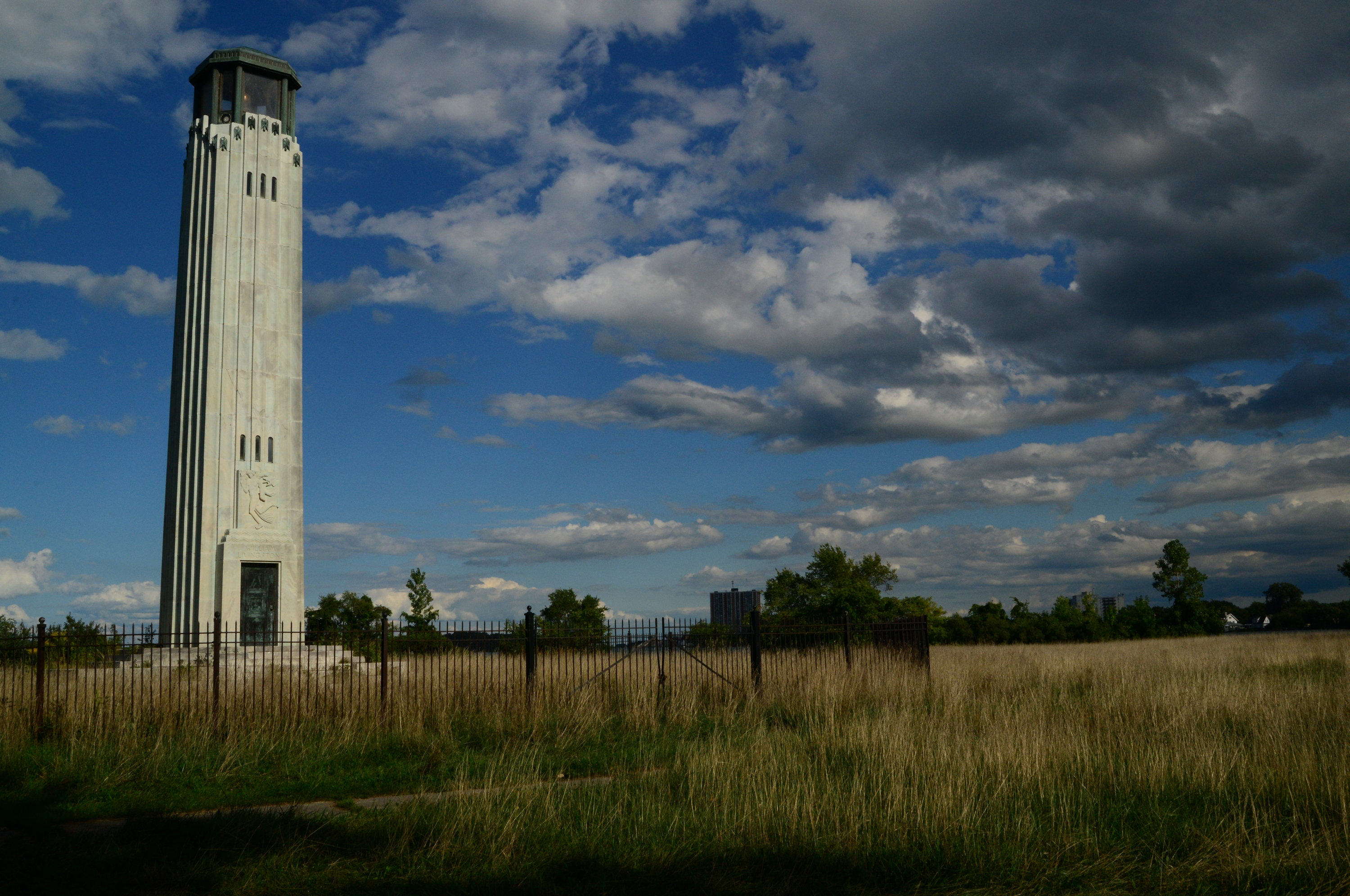
Belle Isle Park
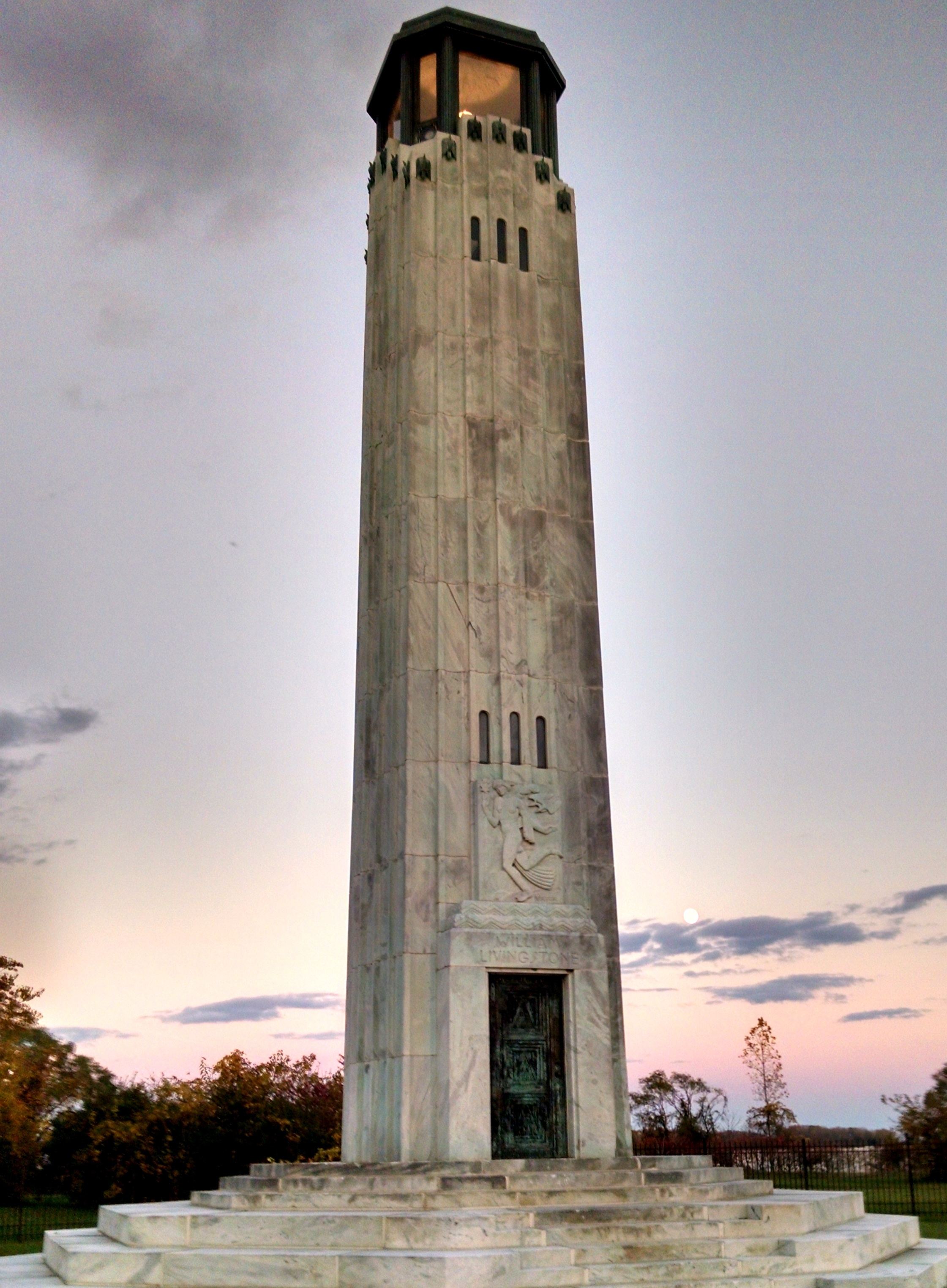
Le phare actuellement

### Lien connexe
- Liste des phares au Michigan